# سکو آمادو کامارا
سکو آمادو کامارا (انگلیسی: Sékou Amadou Camara؛ زادهٔ ۲۳ سپتامبر ۱۹۹۷) بازیکن فوتبال اهل گینه است.
وی همچنین در تیم ملی فوتبال گینه بازی کرده است.